# Laufsittiche
Die Laufsittiche (Cyanoramphus) sind eine Vogelgattung aus der Familie der Altweltpapageien (Psittaculidae). Es sind kleine, vor allem am Boden lebende Sittiche, die durch eine grüne Gefiederfarbe gut getarnt sind.
Ihr Verbreitungsgebiet reichte von Inseln im Südpazifik (Tahiti, Raiatea) bis auf die subantarktische Macquarie-Insel, Zentrum ihres Verbreitungsgebietes sind jedoch die Inseln Neuseelands. Die Verbreitung über die Inseln hinweg hat zur Aufteilung in viele endemische Arten und Unterarten geführt. Zwei Arten und zwei Unterarten sind bereits ausgestorben und andere, vor allem auf kleineren Inseln lebende Arten, stark bedroht.

## Systematik
Lange Zeit wurden die meisten Taxa der Gattung dem Ziegensittich (Cyanoramphus novaezelandiae) als Unterart beigestellt. Molekulargenetische Untersuchungen ergaben jedoch folgende Systematik (†=Ausgestorben):
- Ziegensittich (Cyanoramphus novaezelandiae)
  - Kermadec-Ziegensittich (Cyanoramphus novaezelandiae cyanurus)
  - Chatham-Ziegensittich (Cyanoramphus novaezelandiae chathamensis)
- Lord-Howe-Ziegensittich (Cyanoramphus subflavescens) †
- Malherbesittich (Cyanoramphus malherbi)
- Macquarie-Laufsittich (Cyanoramphus erythrotis) †
- Antipodensittich (Cyanoramphus hochstetteri)[2]
- Springsittich (Cyanoramphus auriceps)
- Einfarblaufsittich (Cyanoramphus unicolor)
- Norfolksittich (Cyanoramphus cooki)
- Chathamsittich oder Chatham-Springsittich (Cyanoramphus forbesi)
- Neukaledonien-Sittich (Cyanoramphus saisetti)
- Tahiti-Laufsittich (Cyanoramphus zealandicus) †
- Braunkopf-Laufsittich (Cyanoramphus ulietanus) †